# Aage Rytter
Aage Lindhardt Nielsen Rytter, né le 17 décembre 1900 à Als (Danemark) et mort le 12 février 1961 à Gentofte (Danemark), est un homme politique danois membre du Parti populaire conservateur (KF), ancien ministre et ancien député au Parlement (le Folketing).
Il est commandeur de l'ordre de Dannebrog

## Distinctions
- Commandeur de l'ordre du Dannebrog